# Bry-sur-Marne
Bry-sur-Marne is een gemeente in het Franse departement Val-de-Marne (regio Île-de-France) en telt 15.000 inwoners (1999). De plaats maakt deel uit van het arrondissement Nogent-sur-Marne en is een van de 26 gemeenten van de nieuwe stad Marne-la-Vallée.

## Geografie
De oppervlakte van Bry-sur-Marne bedraagt 3,4 km², de bevolkingsdichtheid is 4411,8 inwoners per km².
De onderstaande kaart toont de ligging van Bry-sur-Marne met de belangrijkste infrastructuur en aangrenzende gemeenten.

## Demografie
Onderstaande figuur toont het verloop van het inwonertal (bron: INSEE-tellingen).